# Skala Richtera

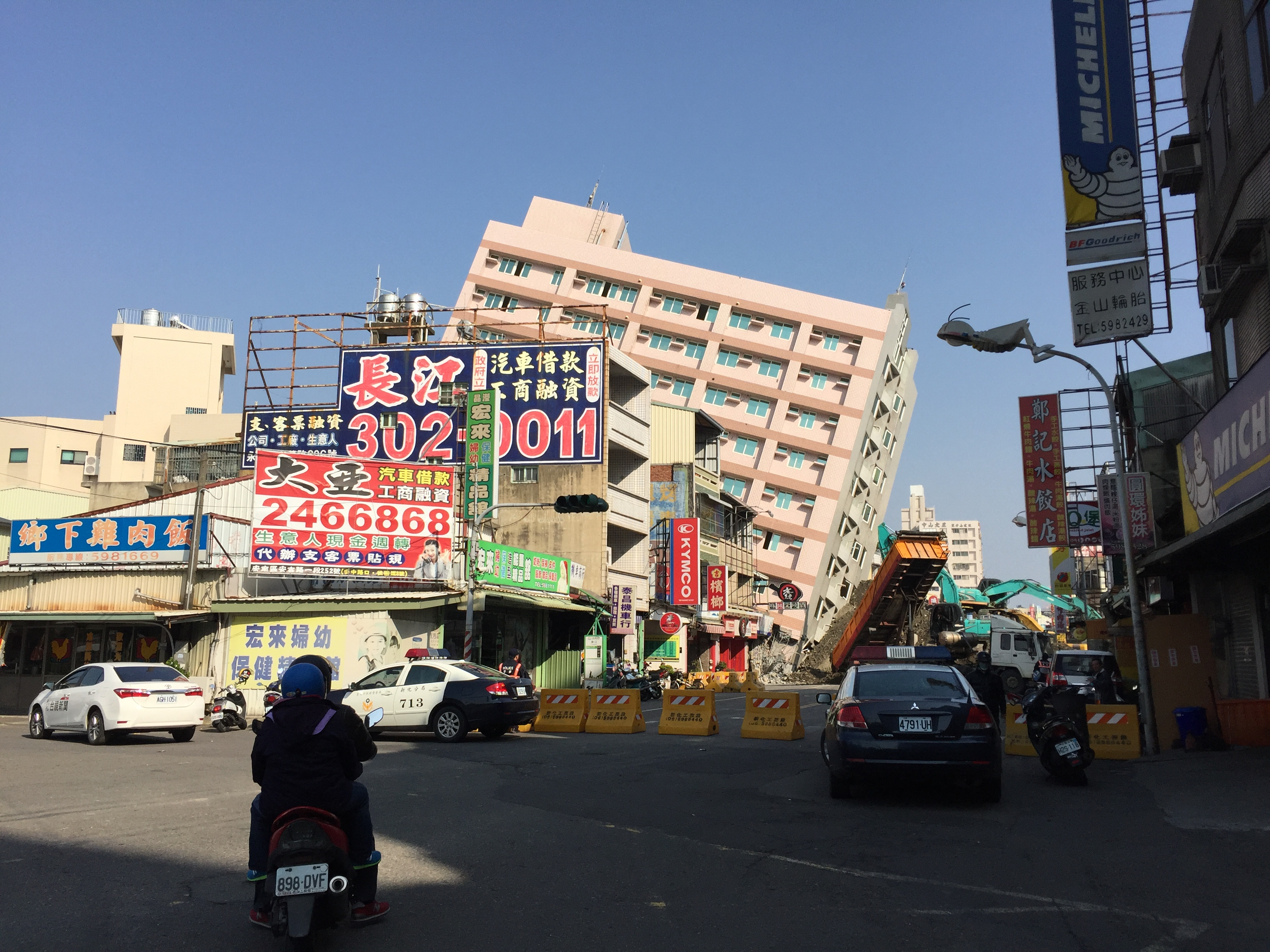
Skutki trzęsienia ziemi o wielkości 6,4 w skali Richtera

Skala Richtera – skala logarytmiczna określająca wielkość trzęsienia ziemi na podstawie amplitudy drgań wstrząsów sejsmicznych, wprowadzona w 1935 roku przez amerykańskich geofizyków Charlesa F. Richtera i Beno Gutenberga. Początkowo zdefiniowana była tylko dla lokalnych trzęsień ziemi w Kalifornii. Później definicję skali kilkakrotnie rozszerzano. Współczesna sejsmologia do oceny wielkości wstrząsów sejsmicznych wykorzystuje magnitudę, skalibrowaną w taki sposób, by w przedziale typowych trzęsień ziemi (od 3 do 7) pokrywała się ze skalą Richtera. Obecnie popularnie (choć niezbyt poprawnie) nazwę skala Richtera używa się do wszelkich skal magnitud.
Skala Richtera jest skalą energetyczną, tj. określa energię wyzwoloną w czasie wstrząsu. Każdy kolejny stopień oznacza 10-krotnie większą poziomą amplitudę drgań oraz około 32-krotnie większą energię wyzwoloną (dokładnie {\displaystyle {\sqrt {1000}},} ponieważ 2 stopnie w tej skali, to 1000-krotny wzrost energii), mierzoną w dżulach (J). Zrezygnowano ze stosowania jej, ponieważ do pomiarów konieczny był sejsmograf skonstruowany przez Wooda i Andersona, który nie mierzył poprawnie wstrząsów silniejszych niż 6,8. Później Richter i Gutenberg zmodyfikowali swoją skalę, lecz najsilniejsze wstrząsy wciąż się w niej nie mieściły. Z tego względu skala Richtera jest skalą otwartą.
W przypadku wartości większych niż siedem Skala Richtera nie odpowiada wartościom podawanym przez stacje sejsmologiczne. Przy tak dużych trzęsieniach skala Richtera jest „spłaszczana”: trzęsienie o magnitudzie 8,7 w skali Richtera miałoby wartość 8,5, a hipotetyczne trzęsienie o magnitudzie 10 w skali Richtera miałoby zaledwie 8,8. W związku z tym została ona w 1979 roku zmodyfikowana przez Thomasa Hanksa i Hirō Kanamoriego. Wyznaczyli oni tzw. moment magnitude scale, czyli pomiar momentu sejsmicznego. Od tego czasu do opisu wielkości trzęsień ziemi powinno używać się wartości magnitudy.
Skutki trzęsienia ziemi w zależności od jego wielkości w skali Richtera:
| Skala Richtera | Skutki                                                                                           | Średnia liczba trzęsień rocznie |
| -------------- | ------------------------------------------------------------------------------------------------ | ------------------------------- |
| < 2,0          | Najmniejsze wstrząsy, rzadko odczuwalne przez człowieka.                                         | ok. 2 920 000 (8000 dziennie)   |
| 2,0–3,4        | Wstrząsy odczuwalne przez niewielką grupę ludzi.                                                 | ok. 800 000                     |
| 3,5–4,2        | Bardzo małe wstrząsy, odczuwane przez większość ludzi.                                           | ok. 30 000                      |
| 4,3–4,8        | Odczuwane przez wszystkich, nieszkodliwe.                                                        | ok. 4800                        |
| 4,9–5,4        | Odczuwane przez wszystkich, powoduje bardzo niewielkie zniszczenia.                              | ok. 1400                        |
| 5,5–6,1        | Średnie wstrząsy, powoduje mniejsze uszkodzenia budynków.                                        | ok. 500                         |
| 6,2–6,9        | Duże wstrząsy, powodują znaczne zniszczenia.                                                     | ok. 100                         |
| 7,0–7,3        | Poważne zniszczenia.                                                                             | ok. 15                          |
| 7,4–8,0        | Ogromne zniszczenia.                                                                             | ok. 4                           |
| 8,1–8,9        | Ogromne zniszczenia, katastrofalne skutki dla wielu krajów.                                      | ok. 1                           |
| ≥ 9,0          | Trzęsienie, które może zburzyć wszystkie miasta na terenie większym niż kilkanaście tysięcy km². | ok. raz na 20 lat               |

Do oceny wielkości trzęsienia ziemi w danym miejscu stosuje się skale makrosejsmiczne, np. skalę Mercallego.